# وو شوانگ پو
وو شوانگ پو (به چینی: 無雙譜؛ «میز قهرمانان بی‌همتا») کتابی است با چاپ روی چوب، که نخستین بار در سال ۱۶۹۴ و در دهه‌های آغازین دودمان چینگ چاپ شد. این کتاب دربردارندهٔ زندگینامه و نگاره‌های خیالی ۴۰ قهرمان از دودمان هان تا دودمان سونگ است که همگی با پیش‌درآمدی کوتاه و سروده‌ای در پیوند با سبک یوفو همراه شده‌است.
تصاویر این کتاب به‌گونه‌ای گسترده پخش شد و بیشتر در جایگاه نگاره‌های بر روی چینی‌ها دوباره از آن بهره‌وری شد. بر روی کتاب اصلی یک نشان دربردارندهٔ واژهٔ نانلینگ زده شده‌است، از همین روی این کتاب به نام «نانلینگ وو شوانگ پو» نیز شناخته می‌شود. ویرایشی از این کتاب که مال سال ۱۶۹۹ است در موزهٔ ملی چین نگهداری می‌شود. در ژانویهٔ ۲۰۰۶، یک کتاب اصلی نقاشی دستی وو شوانگ پو در خانهٔ حراج چونگیوان در شانگهای به قیمت ۲٫۸۶ میلیون یوان، پیرامون ۴۴۰ هزار دلار (۳۲۰ هزار پوند) فروخته شد. پژوهشگر و واژه‌شناس مائو کیلینگ در پیش‌درآمد، کتاب را ستود، او احساس کرد که نوشتار این کتاب یک «سه‌گانه» را در کنار سروده و چاپ درست می‌کنند. نقاشِ «وو شوانگ پو» جین شی (金史، پیرامون ۱۶۲۵–۱۶۹۵)، که با نام جین گولیانگ (金古良) شناخته می‌شد، در شانیین (امروزه شاوشینگ، چجیانگ، چین) زاده شد. جین گولیانگ از چن هونگ‌شو الهام گرفت و از نمونه‌های کوی زیژونگ پیروی کرد، که نخستین بار، زنده کردن نقاشی فیگور را از زمان دودمان سونگ آغاز کرد. جین گولیانگ این کتاب را همراه با منبت‌کار زو گوی گردآوری کرد.